# Indarctos
L'indarcto (gen. Indarctos) è un mammifero carnivoro estinto, appartenente agli ursidi. Visse tra la fine del Miocene medio e il Miocene superiore (circa 12 - 6 milioni di anni fa) e i suoi resti fossili sono stati ritrovati in Asia, Europa, Nordamerica e (forse) Africa.

## Descrizione
Questo animale fu il primo orso di grandi dimensioni. Le specie più antiche (come Indarctos vireti e I. arctoides) erano ancora relativamente piccole e non dovevano superare i 175 chilogrammi di peso, ma le forme più tardive, come I. atticus e I. oregonensis, potevano raggiungere i 350 chilogrammi e la taglia complessiva di un orso bruno.
Il cranio era solitamente allungato e relativamente stretto, lungo tra i 30 e i 42 centimetri a seconda delle specie, e dotato di un muso corto. Le specie più antiche (come I. vireti) possedevano i premolari ben sviluppati, con il secondo premolare sia inferiore che superiore a doppia radice; altre specie successive possedevano invece i secondi premolari a radice singola. In ogni caso, al contrario di altri ursidi di grossa taglia come Agriotherium, i premolari anteriori erano sempre presenti. Indarctos possedeva inoltre molari a corona bassa, e il secondo molare superiore era fornito di un talonide molto sviluppato, simile a quello dei generi attuali Ursus e Tremarctos. Al contrario degli orsi attuali, tuttavia, Indarctos possedeva ancora grandi carnassiali e molari robusti e trituranti. Benché la forma generale del cranio ricordasse quella di Agriotherium, la mandibola di Indarctos se ne differenziava nell'aspetto più sottile e meno squadrato nella parte anteriore. In Indarctos, il mento pronunciato era presente solo negli individui maturi.

## Classificazione
Il genere Indarctos venne istituito da Pilgrim nel 1913, sulla base di resti fossili frammentari provenienti dall'India in terreni del Miocene superiore e sui quali venne basata la specie Indarctos salmontanus. A questo genere vennero poi attribuiti altri fossili di specie già note provenienti dall'Europa e dal Nordamerica, ma ascritte in precedenza al genere Ursus; numerose altre specie vennero descritte negli anni successivi.

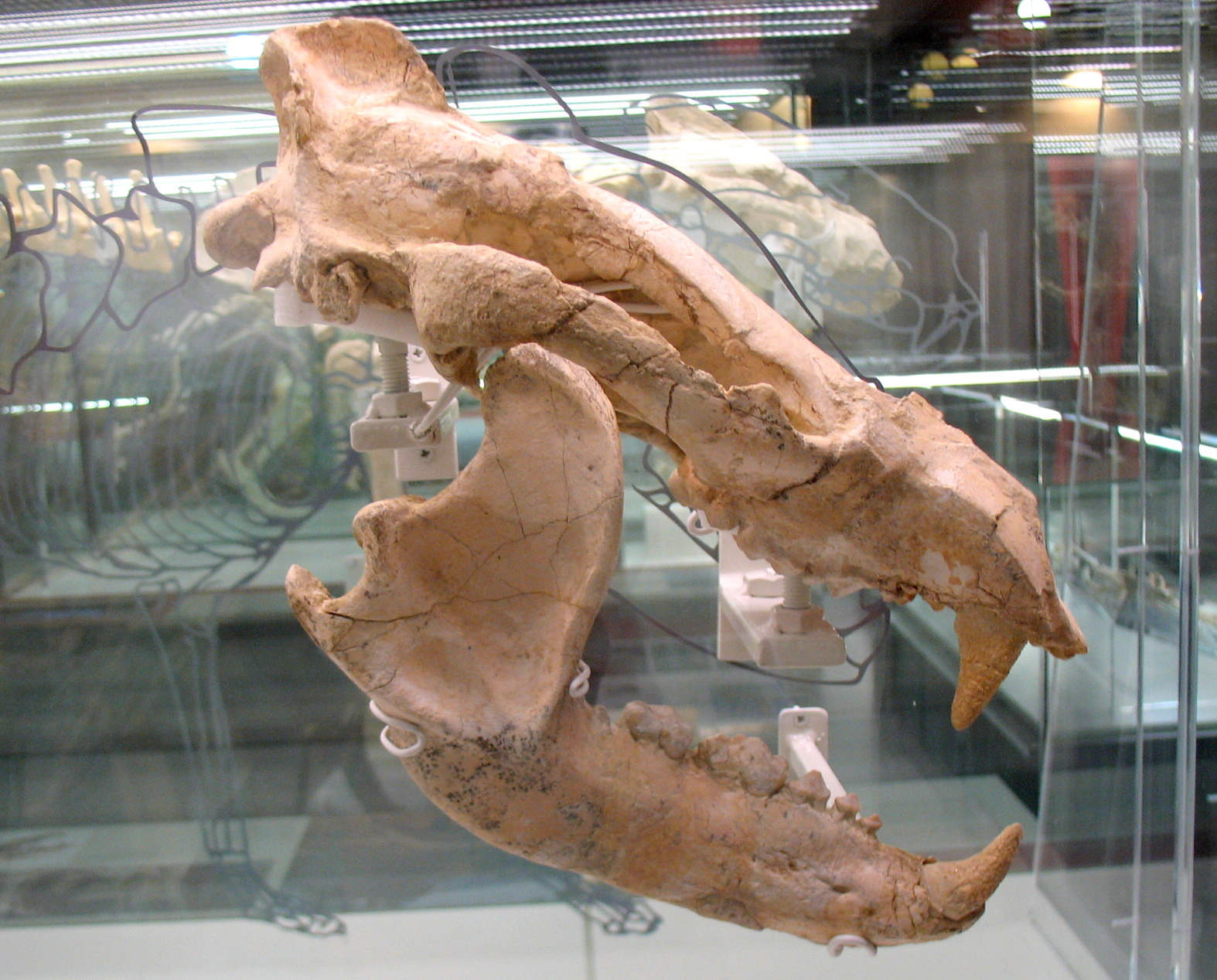
Cranio di Indarctos arctoides

Attualmente si riconoscono solo alcune di queste specie. La più antica sembrerebbe essere stata I. vireti, del Vallesiano dell'Europa. Successivamente apparve, sempre in Europa, I. arctoides, che diede poi origine a I. atticus, dotata di molari più grandi e che andò incontro a una notevole espansione geografica. Questa specie dall'ampia diffusione è stata infatti ritrovata anche in Asia (classificata inizialmente come I. lagrelii e I. sinensis). La specie I. sarmaticum, nota in Moldavia e descritta nel 1996, potrebbe essere identica a I. vireti, mentre I. bakalovi della Bulgaria sembrerebbe essere un sinonimo di I. atticus. In Nordamerica, alla fine del Miocene, si originò la specie I. oregonensis, probabilmente da forme asiatiche di I. atticus. 

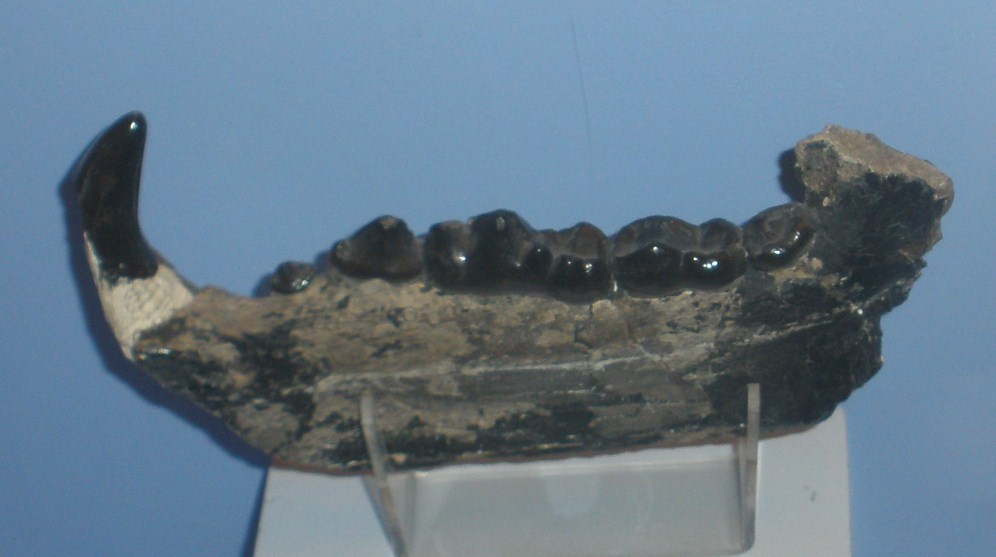
Mandibola di Indarctos anthracitis

Verso la fine del Miocene visse in Italia I. anthracitis, descritta per la prima volta da Weithofer nel 1888 sulla base di una singola mandibola; questa specie, proveniente da Montebamboli in Toscana (ma alla quale sono stati riferiti frammenti provenienti anche dalla Sardegna) era probabilmente una forma insulare (all'epoca Toscana e Sardegna facevano parte di un'unica isola) evolutasi indipendentemente, adattata a una dieta quasi del tutto vegetariana.
Indarctos è un rappresentante degli ursidi, forse ancestrale agli Ursinae veri e propri, e probabilmente derivato da forme come Ursavus e Kretzoiarctos. Indarctos è stato avvicinato anche al genere Agriotherium, una forma affine ma di dimensioni solitamente maggiori e dalle tendenze ipercarnivore.

## Paleobiologia
Abella e colleghi (2013) hanno descritto cinque ossi penici (bacula) attribuiti alla specie Indarctos arctoides, provenienti dal sito Batallones-3 (Bacino di Madrid, Spagna). Sia la lunghezza sia la morfologia di questi bacula hanno permesso di ipotizzare una serie di caratteristiche ecologiche ed etologiche di questo orso.
Indarctos potrebbe aver avuto un periodo prolungato di intromissione e/o mantenimento di intromissione durante l'intervallo post-eiaculatorio. Il baculum potrebbe aver agito come supporto fisico durante la penetrazione ed essere servito a mantenere l'apertura vaginale durante l'intervallo eiaculatorio. Nelle specie esistenti di ursidi è stata descritta una correlazione positiva tra la lunghezza dei bacula e il tempo e il mantenimento di intromissione. Inoltre, Indarctos potrebbe aver utilizzato un sistema di accoppiamento multi-maschile. Forse l'home range di diversi maschi si sovrapponeva a quello di una o più femmine, permettendo alla fecondazione di avere più successo in questi incontri sessuali occasionali.
L'evidente dimorfismo sessuale presente nelle dimensioni corporee di Indarctos arctoides può anche essere stata una caratteristica importante nell'etologia di questa specie. Contrariamente al baculum relativamente breve che si riscontra nelle specie di orsi che presentano un forte dimorfismo sessuale, il baculum di I. arctoides era relativamente lungo. Questa caratteristica potrebbe avere portato le femmine a mostrare un accoppiamento preferenziale tra i maschi disponibili, come si vede anche in specie esistenti. Infine, la presenza di foreste intricate separate da ambienti più aperti può aver causato la diminuzione delle popolazioni di questo orso, dando così luogo ad un minor numero di incontri tra gli individui.

## Galleria d'immagini

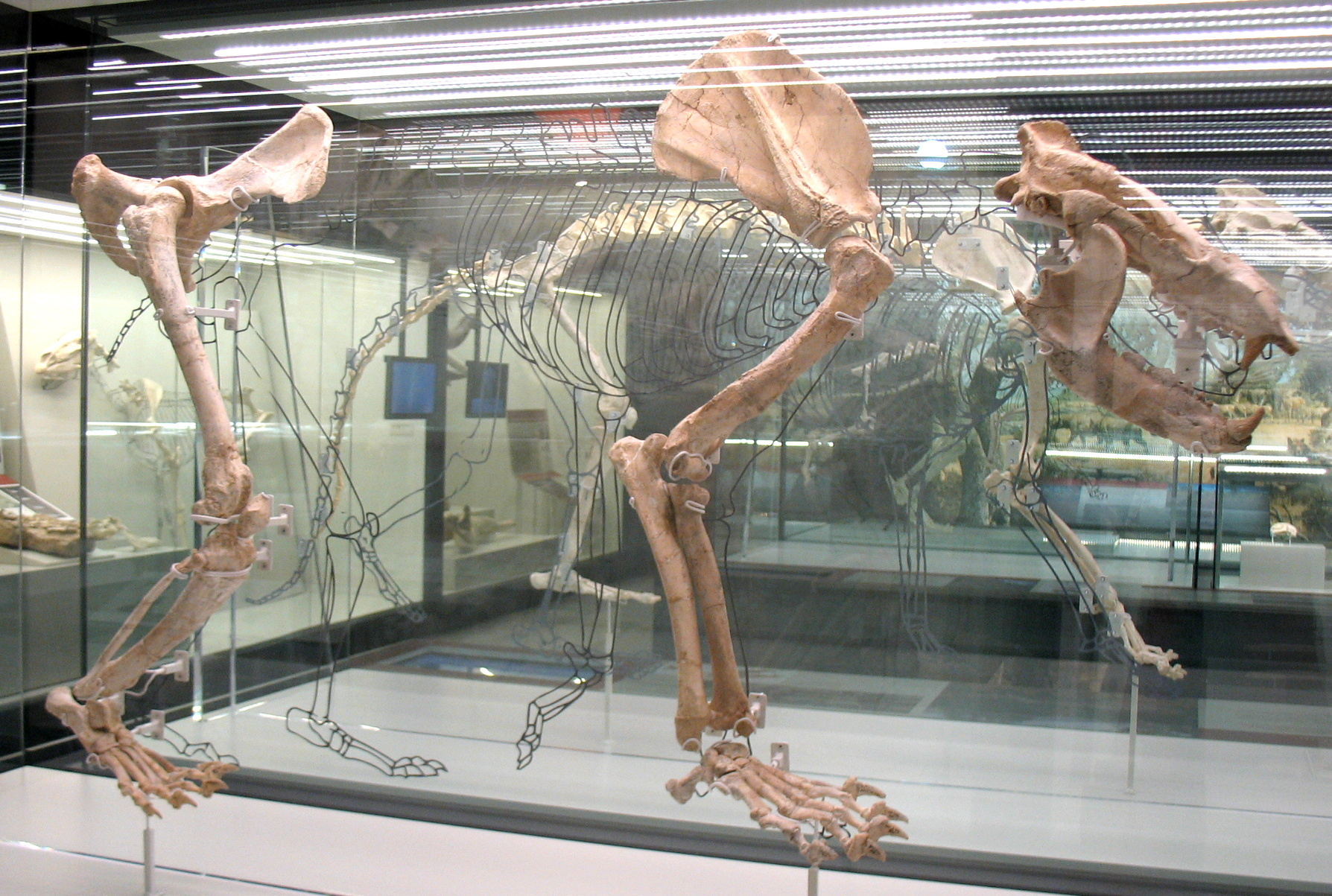
Scheletro di Indarctos arctoides
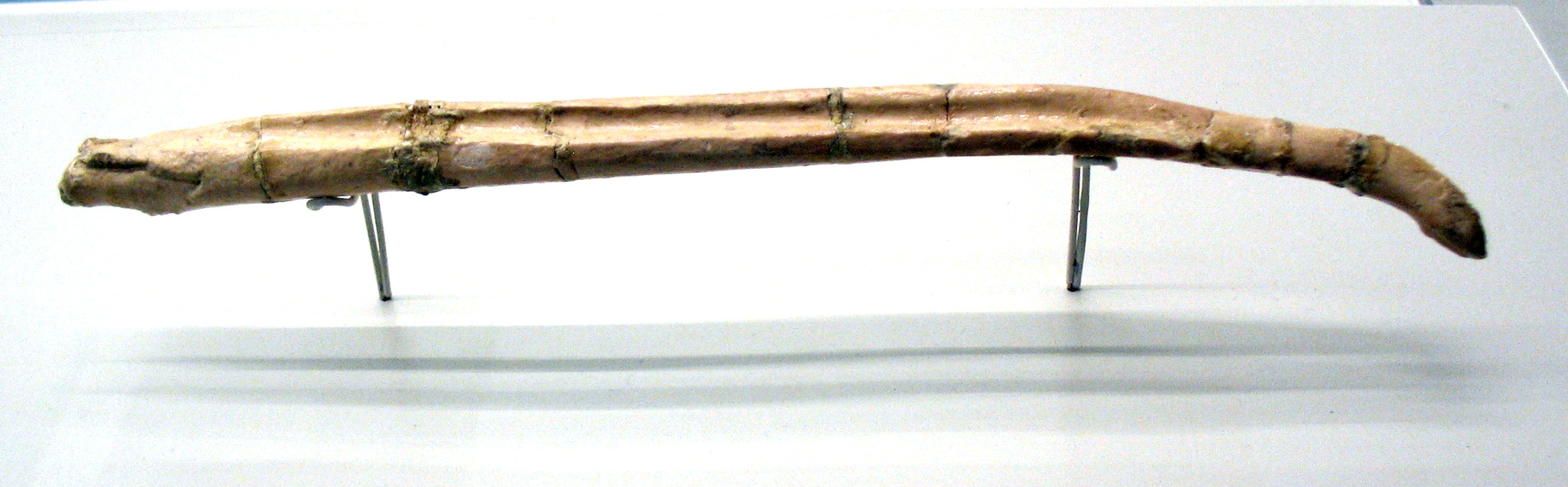
Osso penico di Indarctos arctoides
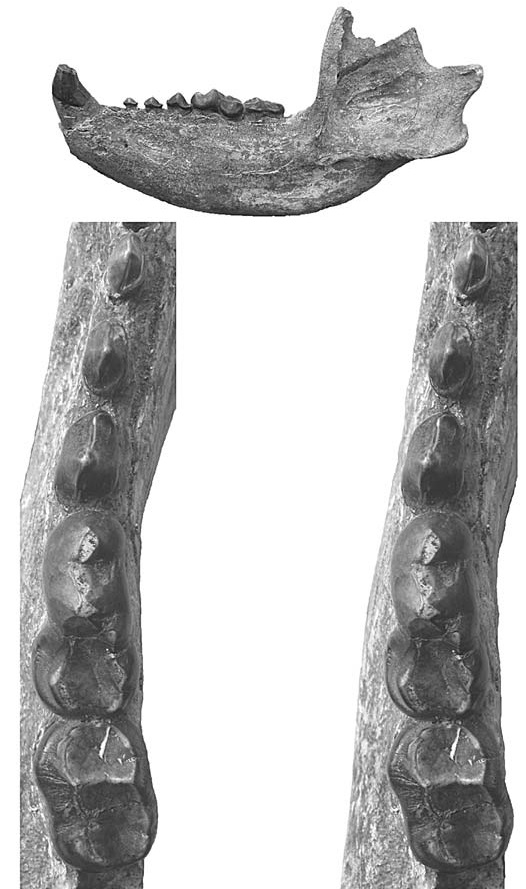
Mandibola di Indarctos arctoides